# Aleksander III Zły
Aleksander Zły (rum. Alexandru cel Rău), hospodar Mołdawii w roku 1592 jako Aleksander V oraz hospodar Wołoszczyzny w latach 1592–1593 jako Aleksander III z dynastii Muszatowiczów.
Najprawdopodobniej był synem hospodara mołdawskiego Bogdana IV Lăpușneanu. W czerwcu 1592 korzystając z buntu bojarów objął tron mołdawski, który jednak wkrótce opuścił. W sierpniu tego samego roku został osadzony przez Portę Osmańską na tronie wołoskim, który dzierżył około roku.